# Липовая (гора, Полевской городской округ)
Липовая — гора в Полевском городском округе Свердловской области России. Находится у села Полдневая. Высота — 425,2 м.

## Название
Предположительно, своё название гора получила от встречавшихся там ранее в большом количестве лип. Сейчас лес на горе Липовой представлен смешанными видами, в основном здесь преобладает берёза и сосна.